# Saint-Martin-St-Firmin
Saint-Martin-St-Firmin é uma comuna francesa na região administrativa da Normandia, no departamento de Eure. Estende-se por uma área de 6,47 km². Em 2010 a comuna tinha 339 habitantes (densidade: 52,4 hab./km²).